# Дом А. М. Нестерова
Дом А. М. Нестерова (Лефортовская полицейская часть) — историческое здание в Москве, построенное в конце XVIII века. Объект культурного наследия федерального значения. Расположен в Старокирочном переулке, дом 13, строение 1, на Лефортовской площади.

## История
Дом построен в период между 1783 и 1796 годами как главный дом усадьбы А. М. Нестерова. В 1832 году его наследники продали дом для размещения Лефортовской полицейской части. Над домом была возведена деревянная каланча (утрачена в советское время). Сейчас здание принадлежит Московскому государственному юридическому университету.

## Архитектура
Трёхэтажный дом оформлен в стиле раннего классицизма. Здание образует ансамбль с Лефортовским дворцом на другой стороне площади. Здание объёмно, но компактно. Цокольный этаж горизонтально рустован. Окна цокольного этажа маленькие, окна верхних этажей крупнее, с вертикальными нишами вокруг них. На центральном ризалите — портик из ионических пилястр, всё здание охвачено антаблементом ионического ордера. Цокольный этаж сводчатый. Во внутренней планировке дома, изменённой при размещении полицейской части, частично сохранилась первоначальная парадная анфилада. Имеется проходное помещение сложной формы, характерной для классицизма, хотя неизвестно, где располагалась первоначальная парадная лестница и вход.